# دادستان کل کشور (ایران)
دادستان کل کشور یا رئیس دادسرای دیوان عالی کشور عالی‌رتبه‌ترین دادستان ایران است که نظارت بر امور تمامی دادسراهای کشور را بر عهده دارد. دادستان کل کشور، رئیس کارگروه تعیین مصادیق محتوای مجرمانه و قانون جرایم رایانه‌ای است.
تا پیش از اصلاح قانون اساسی در سال ۱۳۶۸ این مقام توسط رهبر تعیین می‌شد و یکی از پنج عضو شورای عالی قضایی بود اما در قانون اساسی کنونی دادستان کل کشور توسط رئیس قوه قضائیه تعیین می‌شود.
دادستان کل کشور توسط رئیس قوه قضائیه با مشورت قضات دیوان عالی کشور به مدت ۵ سال به این سمت، منصوب می‌شود که باید مجتهد عادل و آگاه به امور قضایی باشد.
در معیت دیوان عالی کشور دادسرای دیوان عالی کشور یا دادستانی کل کشور متشکل از رئیس (دادستان کل کشور) و معاونان؛ اقتصادی، قضایی، امنیتی و سیاسی و تعدادی دادیار است که در معیت دیوان عالی کشور انجام وظیفه می‌نماید.

## وظایف و مسئولیت‌های دادستانی کل کشور

### وظایف دادستان کل کشور در نقش مدعی‌العمومی
اگر فعل یا ترک فعل مقامات و مأموران وابسته به نهادها و دستگاه‌های دولتی و حکومتی نیز منجر به تهدید آزادی جامعه شود و ایشان را از حقوق مقرر در قانون اساسی محروم نماید، دادستان کل به عنوان مدعی‌العموم می‌تواند مجازات اسلامی و اقدامات مقتضی را به انجام رساند.

### وظایف در رابطه با سازمان‌ها
- حق ورود به زندان‌ها و مؤسسات تأمین و تربیتی
- تعیین نماینده جهت عضویت در هیئت مدیره انجمن حمایت از زندانیان تهران
- یکی از اعضای ستاد مبارزه با موادمخدر، دادستانی کل کشور است.
- احاله پرونده تخلف اعضای هیئت مدیره کانون وکلا و دادرسان و دادستان دادگاه انتظامی وکلا به دادگاه عالی انتظامی قضات
- احاله پرونده تخلف دادستان یا اعضاء دادگاه انتظامی کارشناسان به دادگاه عالی انتظامی قضات[۳]

### وظایف درخصوص جرایم فضای سایبری
- ریاست کمیته تعیین مصادیق محتوای مجرمانه فضای سایبر
- ریاست دبیرخانه پیشگیری و مقابله با جرایم فناوری اطلاعات[۳]

### وظایف و مسئولیت‌های دادستان کل کشور در رابطه با رئیس قوهٔ قضاییه
- اعلان نظر مشورتی در مورد تغییر سمت یا محل خدمت قاضی
- پیشنهاد رئیس سازمان زندان‌ها و اقدامات تأمینی و تربیتی کشور
- درخواست تجدید نظر نسبت به احکام قطعی محاکم[۳]

### عضویت در مجامع و کمیسیون‌های مرتبط با حقوق عامه
دادستانی کل کشور حق عضویت و تعیین نماینده در برخی کمیسیون‌ها، مجمع و شوراها را بر عهده دارد از جمله عضویت مجمع عمومی سازمان جمع‌آوری و فروش اموال تملیکی، عضویت در شورای مشورتی وزارت اطلاعات، عضویت در کمیسیون قانون خرید اراضی کشاورزی، عضویت در شورای پول و اعتبار، عضویت در شورای عالی بورس و اوراق بهادار، عضویت در هیئت نظارت برابر امر قرعه‌کشی بانک‌ها، عضویت در شورای عالی رقابت، عضویت در شورای عالی اجرای سیاست‌های کلی اصل ۴۴ و … است.

## دادستان‌های کل کشور
پس از انقلاب مشروطه و پیش از انقلاب اسلامی
- محمدعلی آصف‌الممالک[۴]
- میرزا رضا خان طباطبایی نایینی (محرم ۱۳۳۱–؟ ه‍.ق)[۵]
- سید محمدرضا سادات افجه‌ای (۱۲۹۴ ه‍.خ)[۶][پانویس ۲]
- سید نصرالله اخوی (پیرامون ۱۳۳۴–پیرامون ۱۳۳۶ ه‍.ق)[۷]
- سید حبیب‌الله طهرانی شبیری (کفیل) (پیرامون ۱۳۳۷ه‍. ق–؟)[۸]
- آقا میرزا طاهر تنکابنی (فقیه نصیر) (۳ اسفند ۱۲۹۹–۲ خرداد ۱۳۰۰ ه‍.خ)[۹][پانویس ۳]
- سید حبیب‌الله طهرانی شبیری (پیرامون ۱۳۴۴ ه‍.ق)[۱۰]
- میرزا رضا خان طباطبایی نایینی (۱۳۰۶–۱۳۱۰ ه‍.خ)
- محسن صدر (۱۳۱۰–۱۳۱۲ ه‍.خ)
- سید نصرالله اخوی (۱۳۱۲–۱۳۱۵ ه‍.خ)
- سید حبیب‌الله طهرانی شبیری (۱۳۱۵ ه‍.خ)
- محمدرضا وجدانی (۱۳۱۵–۱۳۲۵ ه‍.خ)
- علی هیئت (۱۳۲۵–۱۳۲۹ ه‍.خ)
- میر سید علی حائری شاه‌باغ (۱۳۲۹–۱۳۳۰ ه‍.خ)
- سید جمال‌الدین اخوی (۱۳۳۰–۱۳۳۱ ه‍.خ)
- حشمت‌الله قضایی (۱۳۳۱–۱۳۳۲ ه‍.خ)
- سید احمد امامی (۱۳۳۲–۱۳۳۵ ه‍.خ)
- جواد عامری (۱۳۳۵–۱۳۳۷ ه‍.خ)
- محمد مجلسی (۱۳۳۷–۱۳۴۳ ه‍.خ)
- عبدالحسین علی‌آبادی (۱۷ تیر ۱۳۴۳[۱۱]–۱۳۵۲ ه‍.خ)
- احمد فلاح رستگار (۱۳۵۲–۱۳۵۷ ه‍.خ)
- حسین نجفی (۱۳۵۷–۱۳۵۷ ه‍.خ)
- غلامرضا شریفی اقدس (۱۳۵۷–۱۳۵۷ ه‍.خ)

از انقلاب ۱۳۵۷ تاکنون این اشخاص دادستانی کل کشور را بر عهده داشته‌اند:
- سید فتح‌الله بنی‌صدر (۱۵ فروردین ۱۳۵۸[۱۲][۱۳]–اسفند ۱۳۵۸[۱۴])
- سید عبدالکریم موسوی اردبیلی (۴ اسفند ۱۳۵۸–۸ تیر ۱۳۶۰)[۱۵]
- محمدمهدی ربانی املشی (۸ تیر ۱۳۶۰–دی ۱۳۶۱)[۱۶]
- یوسف صانعی (۱۹ دی ۱۳۶۱–تیر ۱۳۶۴)[۱۷]
- سید محمد موسوی خوئینی‌ها (۱۹ تیر ۱۳۶۴–۳۰ مرداد ۱۳۶۸)[۱۸]
- محمد محمدی ری‌شهری (۳۰ مرداد ۱۳۶۸–۱۲ خرداد ۱۳۷۰)[۱۹]
- سید ابوالفضل موسوی تبریزی (۱۲ خرداد ۱۳۷۰–۵ شهریور ۱۳۷۳)[۲۰]
- مرتضی مقتدایی (۵ شهریور ۱۳۷۳–۱۸ شهریور ۱۳۸۰)[۲۱]
- عبدالنبی نمازی (۱۸ شهریور ۱۳۸۰–۲۵ مرداد ۱۳۸۳)
- قربانعلی دری نجف‌آبادی (۲۵ مرداد ۱۳۸۳–۲ شهریور ۱۳۸۸)
- غلامحسین محسنی اژه‌ای (۲ شهریور ۱۳۸۸–۱ شهریور ۱۳۹۳)
- سید ابراهیم رئیسی (۱ شهریور ۱۳۹۳–۱۵ فروردین ۱۳۹۵)
- محمدجعفر منتظری (۱۵ فروردین ۱۳۹۵– ۱۵ مرداد ۱۴۰۲)
- محمد موحدی آزاد (۱۵ مرداد ۱۴۰۲ تا کنون)

باید توجه داشت که پس از انقلاب، سمتی با نام «دادستان کل انقلاب» به وجود آمد که در سال ۱۳۶۲ حذف گردید. دادستان‌های کل انقلاب بدین شرح بوده‌اند:
- مهدی هادوی (۹ اسفند ۱۳۵۷–۱۵ مرداد ۱۳۵۸)
- علی قدوسی (۱۵ مرداد ۱۳۵۸–۱۴ شهریور ۱۳۶۰)
- سید حسین موسوی تبریزی (۱۳۶۰–۱۳۶۲)